# The Third Album
The Third Album — третий сольный альбом Барбры Стрейзанд, вышедший в феврале 1964 года на лейбле Columbia Records.

## Об альбоме
Это был третий альбом Стрейзанд, продюсером которого выступал Майк Берникер. Он объяснил прессе, насколько Стрейзанд выросла как вокалистка спустя лишь несколько лет: "Раньше была определенная граница её голоса, " сказал он, «но теперь этих границ нет. Она с огромным трудом постигает новые возможности и вершины своего голоса, но сейчас это становится почти незаметным слуху. На её третьем альбоме, её новом альбоме, есть настоящее спокойствие, умиротворение — по крайней мере, для Стрейзанд, это — спокойствие.»
Автор песен Сэмми Кэн написал комментарий на оборотной стороне обложки диска:

В первый раз, когда я видел Барбру, я был со своим сотрудником, Джимми Ван Хьюзном, в Отеле Ривьера в Лас-Вегасе. Барбра вышла на сцену, чтобы начать шоу — обеденное шоу! Она медленно шла к микрофону, сталкиваясь с очень типичной обедающей аудиторией. Вопреки всем правилам она начала своё выступление с песни «When the Sun Comes Out» — баллады вместо традиционной танцевальной песни — очень редко кто-либо так начинал своё шоу. Я едва оправился от шока, когда заметил, к своему изумлению, что все прекратили есть. Ещё более удивительно, официанты прекратили служить. Это была Барбра Стрейзанд, и Барбра Стрейзанд завладела всеми. Я знаю только одного или двух человек во всем шоу-бизнесе, которые обладают такой властью над аудиторией. Я не дождался закрытия шоу и помчался за кулисы. И я влюбился!
Что я люблю в этом, да и в других альбомах Барбры Стрейзанд, это — то, что волшебство той самой первой встречи присутствует в каждой песне. Если Вы когда-либо видели Барбру, вы поймете. Если вы не видели, то чего вы ждете?

Columbia Records выпустил пресс-релиз перед выпуском альбома:

«Звезда среди звёзд»
Детские мечты и фантазии обычно никогда не осуществляются. А Барбре Стрейзанд необходимо придумать новые мечты и новые фантазии, чтобы не отставать от скорости, с которой сбываются старые. Последней является этот альбом, которому предшествовала вечеринка журнала Cue, посвященная этой смелой молодой девушке, названной также Знаменитостью года.
Кроме того, на повестке дня главная роль Барбры на Бродвее. Как, спросите вы? Ну, на этот вопрос трудно ответить. Но одну вещь в мире нельзя опровергнуть… везде, где производится электричество в погоне за счастьем, названном шоу-бизнес… вы найдете Барбру Стрейзанд в центре всей деятельности.
Вот её третий альбом. Первые два — уже бестселлеры, но талант и уверенность Барбры сейчас выросли. Объединение её талантов с новыми аранжировками наполняет вас этим теплым жаром и волнением при прослушивании. Это — несомненно её лучший альбом на сегодняшний день. Почему бы не послушать его сейчас? Согласитесь.
   С уважением,
   Боб Томпсон

## Коммерческий успех
После успеха первых двух альбомов, никто не сомневался, что третий альбом покажет себя не хуже. Альбом дебютировал в чарте Billboard 200 29 февраля 1964 года и достиг своей наивысшей позиции — № 5, в общей сложности проведя в чарте 74 недели. 11 февраля 1965 года The Third Album был сертифицирован как золотой.
Первые три альбома Барбры были изданы на CD впервые в 1987 году. Однако, диски были с дефектами. Позже, это объясняли тем, что Columbia не смогли найти оригинальные записи альбома, но всё же выпустили CD. В октябре 1993 года все три альбома были вновь переизданы с новым оформлением как часть проекта 11 Essential Barbra Streisand Releases. Релиз был подготовлен Джоном Арриэсэм (он также работал над Just for the Record…).
Columbia также обновили оформление альбома, сохраняя оригинальные обложки.

## Обложка альбома
Родди Макдауэлл выбрал изображенную на обложке The Third Album фотографию. Он сфотографировал Стрейзанд в 1963, когда она была гостьей на Шоу Джуди Гарленд. Барбра пела «Bewitched».
В 1979 году певец и автор песен Пол Джабара на лейбле Casablanca выпустил свой третий альбом, обложкой которого стал трибьют The Third Album Стрейзанд. Альбом Джабары включал треки «Disco Wedding» и дуэт с Донной Саммер «Never Lose Your Sense of Humor». Поклонники Стрейзанд называют Джабара одним из авторов дуэта Стрейзанд и Донны Саммер «No More Tears (Enough Is Enough)».

## Список композиций
| №  | Название                             | Автор(ы)                                                      | Длительность |
| -- | ------------------------------------ | ------------------------------------------------------------- | ------------ |
| 1. | «My Melancholy Baby»                 | Эрни Бернетт, Джордж Нортон, Мэйбел Уотсон                    | 3:02         |
| 2. | «Just in Time»                       | текст песни — Бетти Комден и Адольф Грин, музыка — Джул Стайн | 2:16         |
| 3. | «Taking a Chance on Love»            | Вернон Дюк, Тед Феттер, Джон Ла Туш                           | 2:34         |
| 4. | «Bewitched, Bothered and Bewildered» | Лоренц Харт, Ричард Роджерс                                   | 2:54         |
| 5. | «Never Will I Marry»                 | Фрэнк Лессер                                                  | 2:27         |

| №  | Название                   | Автор(ы)                                   | Длительность |
| -- | -------------------------- | ------------------------------------------ | ------------ |
| 1. | «As Time Goes By»          | Герман Хупфельд                            | 3:46         |
| 2. | «Draw Me a Circle»         | Сай Янг                                    | 2:15         |
| 3. | «It Had to Be You»         | текст песни — Гас Кан, музыка — Ишам Джонс | 3:46         |
| 4. | «Make Believe»             | Оскар Хаммерстайн II, Джером Керн          | 2:41         |
| 5. | «I Had Myself a True Love» | Гарольд Арлен, Джонни Мерсер               | 4:23         |

## Над альбомом работали
- Барбра Стрейзанд — вокал
- Майк Берникер — продюсер
- Рей Эллис[англ.], Сид Рамин, Питер Дениэлс и Питер Матц[англ.] — аранжировщики и дирижёры
- Фрэнк Лайко, Тед Броснан — звукооператоры
- Родди Макдауэлл — фото с обложки (из The Judy Garland Show[англ.], октябрь 1963)
- Сэмми Кан — аннотации для буклета